# Ілебо
Іле́бо (фр. Ilebo) — місто в Демократичній Республіці Конго.
Ілебо знаходиться на березі річки Касаї. Місто є важливим транспортним вузлом країни, має поромний зв'язок з Кіншасою та залізничний з Лубумбаші.

## Історія
Ілебо було засновано у XVII столітті як торговий центр і резиденцію місцевих правителів. Місто процвітало в XIX столітті, і до прибуття бельгійців залишалося найбільшим населеним пунктом у Центральному Конго з населенням понад 5000 осіб. Ілебо був пов'язаний з іншими населеними пунктами річкою та кількома ґрунтовими дорогами. У 1901 році бельгійська колоніальна адміністрація перейменувала місто в Порт-Франки (фр. Port-Francqui).
Під керівництвом бельгійської колоніальної адміністрації місто швидко збільшилося, особливо після відкриття залізниці в Лубумбаші. Існували думки щодо продовження залізниці до Кіншаси і будівництва мосту через річку Касаї, яке почалося в 1935 році, але було зупинено після того, як 12 вересня 1937 року недобудований міст впав. Під час Другої світової війни населення міста збільшилося, що було пов'язано з припливом робочих для місцевої промисловості, що виробляла зброю.
Перша назва міста була повернута після здобуття країною незалежності (1960 рік).

## Цікаві відомості
1. В Конго є ще кілька інших міст з назвою Ілебо.
2. 1 грудня 1960 року в Ілебо солдати Мобуту Сесе Секо захопили у полон Патріса Лумумбу.